# Letzter Wunsch

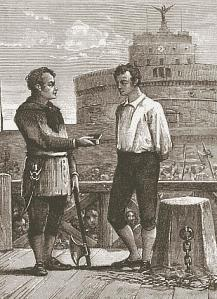
Erfüllung des letzten Wunsches (19. Jahrhundert, Rom)

Als letzter Wunsch wird eine Vergünstigung bezeichnet, die einer zum Tode verurteilten Person vor ihrer Hinrichtung gewährt wird.
Ein rechtlicher Anspruch auf einen letzten Wunsch bestand in vielen Kulturen nicht. Oft handelte es sich nur um ein Brauchtum, das von den strafausführenden Personen (Gefängnispersonal, Henker) gepflegt wurde. Durch die Gewährung des letzten Wunsches bitten diese den Todeskandidaten um Urfehde, die er annimmt, indem er sagt, was genau er sich wünscht. Dieser Wunsch wird dann erfüllt.
Der letzte Wunsch sollte grundsätzlich weitgehend frei sein, war jedoch nach Zeitumständen mehr oder minder restriktiv eingegrenzt. Er durfte die Hinrichtung nicht hinauszögern, wie dies der Fall wäre, wenn sich der Verurteilte „mehr Zeit“ oder etwas wünschen würde, das zeitaufwendig beschafft werden muss. Auch Freiheit oder Straferlass konnte nicht gewünscht werden. Jeweils als illegal oder unsittlich angesehene Wünsche wurden meistens nicht erfüllt.
Die überwiegende Zahl der Wünsche dürfte sich deshalb auf Genussmittel beschränkt haben. Im Wilden Westen waren offenbar Tabak, Kautabak oder eine Flasche Wein beliebte letzte Wünsche. Aus der Antike wird vermutet, dass es Gefangenen erlaubt war, vor ihrer Hinrichtung ihre Ehefrau oder eine Prostituierte zu empfangen. Dies ist in heutigen Staaten, die die Todesstrafe ausführen, nicht mehr möglich.
Eine weitere Maßnahme, die mit der Urfehde verbunden ist, ist die Henkersmahlzeit.